# 黄1号
黃1号（日语：／ ki iggō */?）是一種由日本國有鐵道制定的顏色。

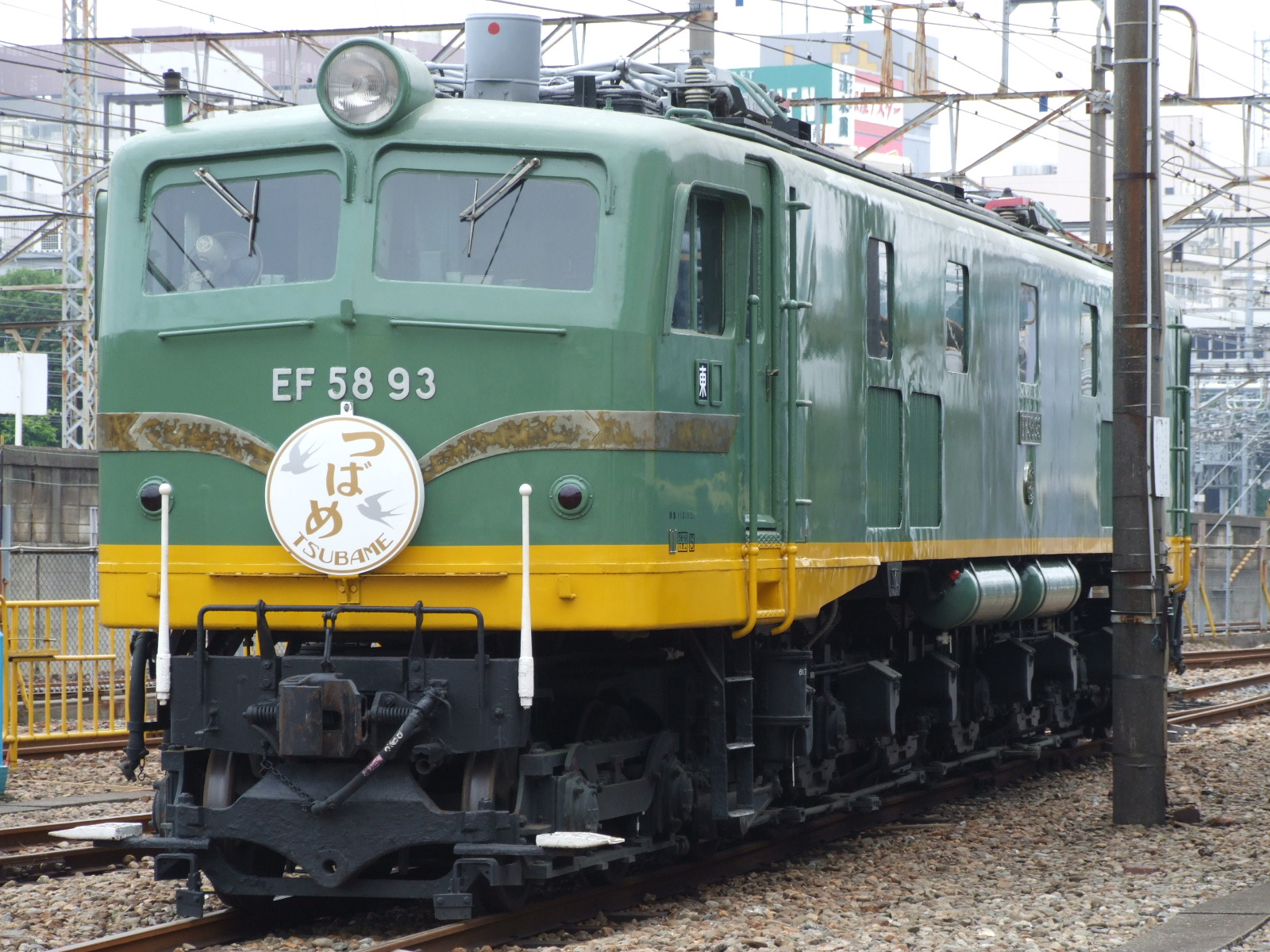
1级电力机车，颜色为 "蓝将军"，车身底部有黄色的1号。

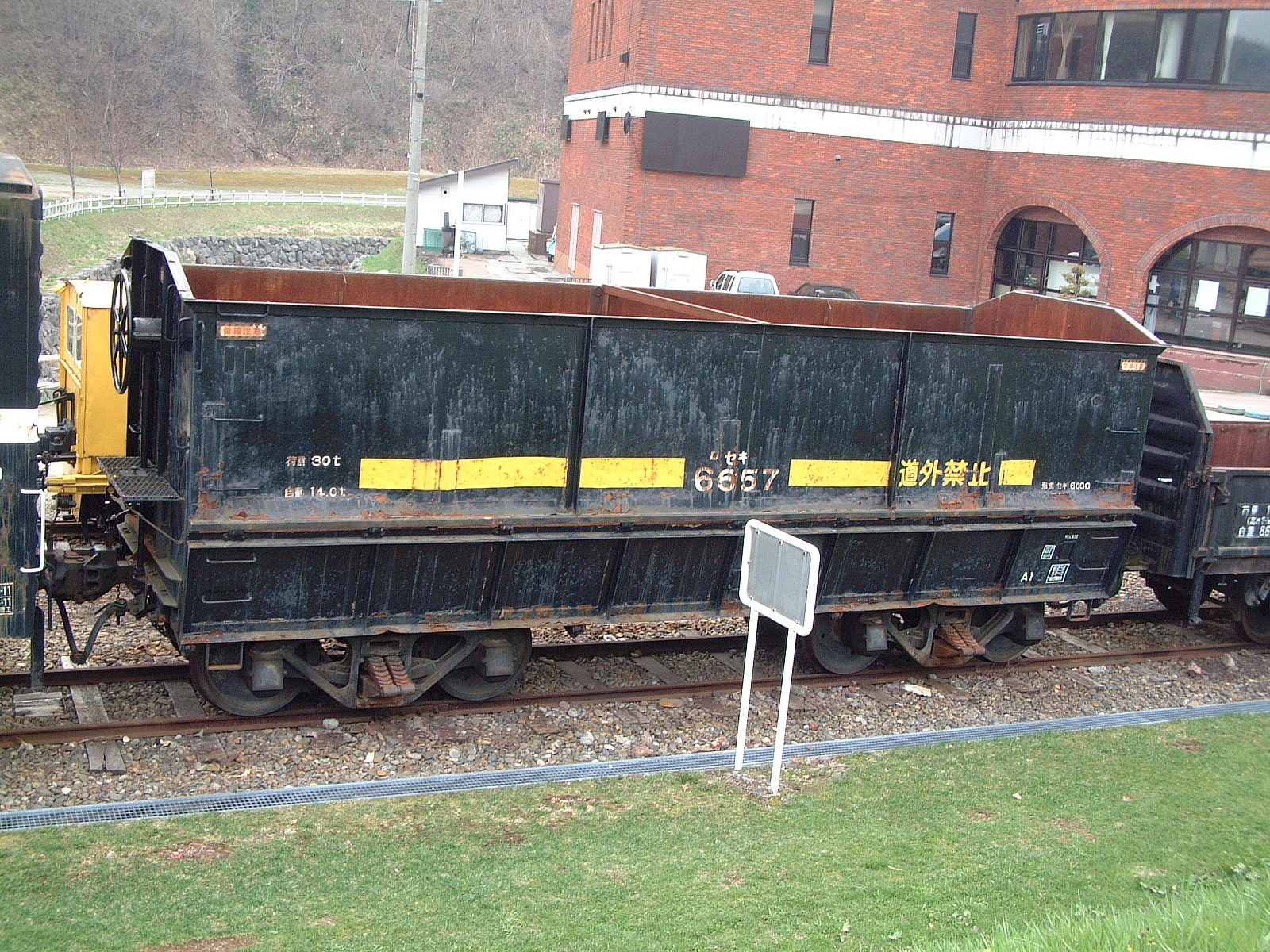
带有黄色1号条纹的关6000号货运车

## 概要
內部名稱是「黃色」。孟塞爾顏色系統中是“2.5Y 8/13.3”。
1954年，它首次被用作EH10型的帶色。於1956年，在EF58型的淡緑5号青大將底色下的色帶色。
1959年，修學旅行用列車中便與朱色3号一起使用。
由於1962年列車顏色的部分標準化，修學旅行列車的底色更改為黄5号。直至1968年10月1日的時刻表修訂後才被用作最高時速為65 km/h或以下的貨車的識別帶色。
國鐵分割民營化後，205系引入南武線和中央·總武線及後來的不銹鋼列車上用了這種顏色作為色帶的顏色，而不是黄5号（但一些總武線的209系500番台卻用了黃5號）。

## 使用車輛
- 日本國鐵EH10型電力機車
- 日本國鐵EF58型電力機車
- 国鉄155系・159系電車
- 日本國鐵最高速度65km/h以下的貨車
- 日本國鐵205系電力動車組（中央·總武緩行線、南武線）
- JR東日本209系電力動車組（中央·總武緩行線、南武線）
- JR東日本E231系電力動車組（中央・總武緩行線）
- JR東日本E233系電力動車組（南武線）
- 黃博士（923型）
- 国鉄タキ5450形貨車（部分）
- JR東日本E131系電力動車組
- 日本國鐵301系電力動車組（登埸時）

## 近似色
- 黃5號（日语：黄5号）